# Niepokój (film)
Niepokój (tytuł oryginalny Disturbia) – amerykański film fabularny (thriller) z 2007 roku w reżyserii D. J. Caruso.
Historia nastolatka, który znajduje się w areszcie domowym i który podejrzewa, że sąsiad jest mordercą. Film inspirowany jest Oknem na podwórze Alfreda Hitchcocka z 1954 roku, ale nie jest jego remakiem.
Zdjęcia plenerowe zrealizowano w Kalifornii.

## Obsada
- Shia LaBeouf – Kale
- Carrie-Anne Moss – Julie
- David Morse – Turner
- Matt Craven – Daniel
- Dominic Daniel – oficer Fox
- Sarah Roemer – Ashley
- Aaron Yoo – Ronald Ryan „Ronnie”
- Viola Davis – detektyw Parker